# James Mason (escaquista)
James Mason   (Kilkenny, 19 de novembre de 1849 - Rochdale, 12 de gener de 1905) fou un jugador d'escacs, periodista i escriptor britànic-estatunidenc d'origen irlandès, que era un dels millors jugadors del món a la dècada de 1880. Mason ha estat classificat com el jugador número 1 del món per Chessmetrics durant 11 mesos discontinus entre l'agost de 1877 i el juny de 1878.

## Biografia
Mason va néixer a Kilkenny, Irlanda. Va ser adoptat quan era un nen i va prendre el nom de James Mason (el seu nom de naixement original era desconegut) quan la seva família es va traslladar als Estats Units el 1861. Allà va aprendre escacs i finalment va aconseguir una feina al New York Herald.
Mason va deixar la seva primera marca a l'escena dels escacs el 1876 quan va guanyar el quart American Chess Congress a Filadèlfia, el torneig New York Clipper, i va derrotar Henry Bird en un matx per un còmode marge de 13–6. El 1878 es va establir a Anglaterra. Els seus millors resultats de torneig van ser tercers llocs al torneig de Viena de 1882, a Nuremberg 1883 i segon a Hamburg 1885. A Hastings 1895, sovint considerat el torneig més fort del segle xix, hi va acabar empatat als llocs entre el 12è i el 14è amb 9½ punts de 21 possibles.
Mason va escriure diversos llibres sobre escacs, els més populars van ser The Principles of Chess in Theory and Practice (1894), The Art of Chess (1895), Chess Openings (1897) i Social Chess (1900).
El 1903 va emmalaltir greument i va haver de restringir gairebé totes les activitats durant la resta de la seva vida. Va morir el 12 de gener de 1905 a Rochford, Essex, i està enterrat al cementiri proper de Thundersley.

## Força escaquística
Segons Chessmetrics, en el seu apogeu l'octubre de 1876, la força de joc de Mason equivalia a una qualificació de Chessmetrics de 2715, i ocupava el segon lloc del món, només per darrere de Wilhelm Steinitz. No obstant això, Mason va ser el número 1 del món, encara que amb una qualificació lleugerament inferior, durant 11 mesos separats entre l'agost de 1877 i el juny de 1878. La seva millor actuació individual va ser a Viena 1882, on va fer 15 dels 23 punts possibles (65%) contra l'oposició de 2.622, per a una performance de 2.732.

## Llegat
El sistema de Londres 1.d4 d5 2. Af4 de vegades s'anomena Variant Mason en honor seu; la va jugar diverses vegades a partir de la dècada de 1880. La variant del Gambit de Rei 1.e4 e5 2.f4 exf4 3. Cc3 (permetent 3... Dh4+) de vegades s'anomena Gambit Mason (o Gambit Keres), malgrat que Mason va perdre l'única partida que va jugar amb la variant (contra Samuel Rosenthal a París 1878). La variant 1.e4 e5 2. Cf3 Cf6 3. Cxe5 d6 4. Cf3 Cxe4 5.d4 d5 6. Ad3 Ae7 7.0-0 0-0 de la defensa Petroff porta el seu nom, així com el Gambit Mason al Piano Giuoco: 1.e4 e5 2. Cf3 Cc6 3. Ac4 Ac5 4.c3 Cf6 5.d4 exd4 6.0-0.

## Llibres
- James Mason. The Principles of Chess in Theory and Practice.  Horace Cox, Windsor House, Bream's Buildings, E.C., 1894.
- James Mason. The Art of Chess.  Horace Cox, Windsor House, Bream's Buildings, E.C., 1895.
- James Mason and W. H. K. Pollock. Games in the St. Petersburg Tournament, 1895-96.  Whitehead and Miller, Printers, 1896.
- James Mason. Chess Openings.  Horace Cox, Windsor House, Bream's Buildings, E.C., 1897.
- James Mason. Social Chess: a Collection of Short and Brilliant Games With Historical and Practical Illustrations.  Horace Cox, Windsor House, Bream's Buildings, E.C., 1900.